# Jeep DJ
El Jeep DJ (también conocido como Dispatcher) es una variante con tracción en dos ruedas de la serie con tracción total del Jeep CJ. La producción comenzó en 1955 por parte de Willys, que pasó a llamarse Kaiser Jeep en 1963. En 1970, American Motors Corporation (AMC) compró a Kaiser el negocio de Jeep (que perdía dinero) y estableció AM General, una filial que construyó el DJ hasta 1984.

## DJ-3A
El DJ-3A se introdujo en 1955 para el año modelo de 1956. Era un diseño económico porque utilizaba el utillaje de fabricación y la tecnología existentes de Jeep. Usaba el estilo de carrocería del antiguo CJ-3A, junto con el motor L-134. A diferencia del CJ-3A, venía con una transmisión manual Borg-Warner T-96 de tres velocidades con la palanca en la columna del volante o en el piso.
Se ofreció con muchas opciones de carrocería diferentes, incluida una capota blanda, una capota de metal o una carrocería de furgoneta completa. La mercadotecnia se centró en que era "perfecto para entregas económicas" y "para el transporte comercial y de placer sin preocupaciones". Uno de los modelos era un vehículo de reparto postal con la posición del conductor en el lado derecho para facilitar el acceso a los buzones situados en las aceras.
A principios de 1959, Willys introdujo el "Jeep Gala" en los mercados de exportación, pensado para los usuarios que deseaban un vehículo ágil y de carrocería abierta, pero que no necesitaban tracción en las cuatro ruedas. Este modelo ganó popularidad como un "coche divertido" en complejos turísticos en Hawái, México y las islas en el área del Caribe. Estaba acabado en rosa, verde o azul y adornado con tela de rayas blancas a juego, así como con flecos en la parte superior.
En el otoño de 1959, se introdujo en el mercado estadounidense un modelo similar llamado Jeep Surrey. El principal mercado objetivo fueron los hoteles turísticos y los centros vacacionales. También sirvió como un vehículo de alquiler de bajo costo para las personas hospedadas. El Surrey venía con un techo de tela a rayas estándar, así como una cubierta de tela a juego para lo que se anunciaba como un "montaje de rueda de repuesto Continental".

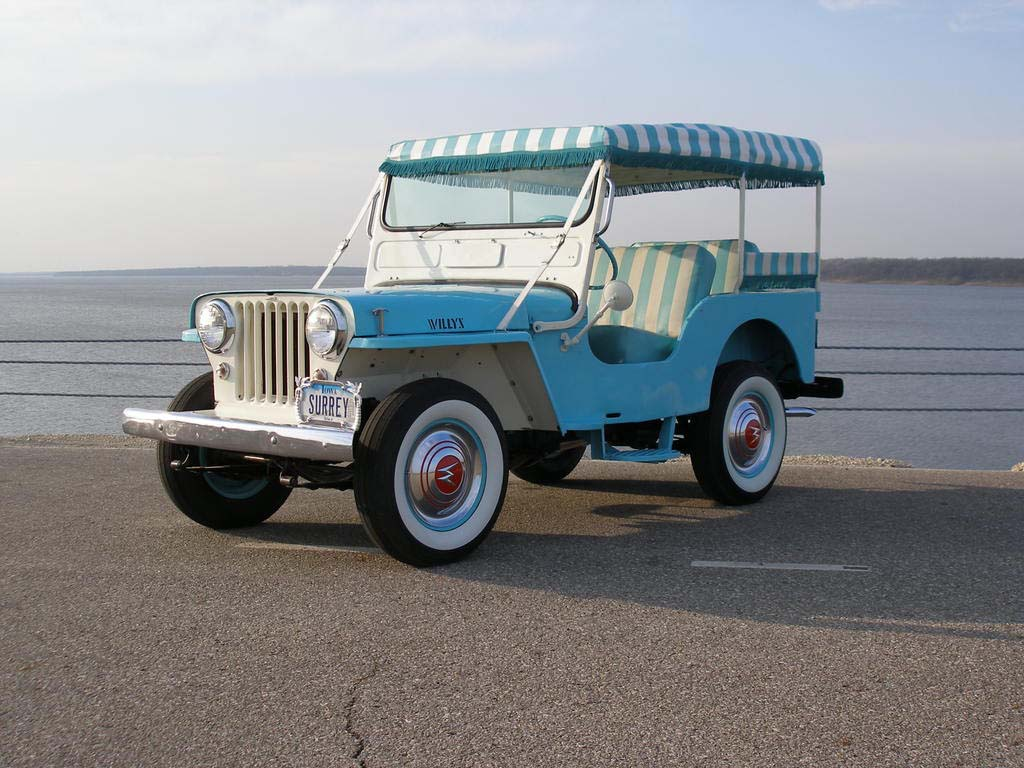
DJ-3A Surrey de 1964
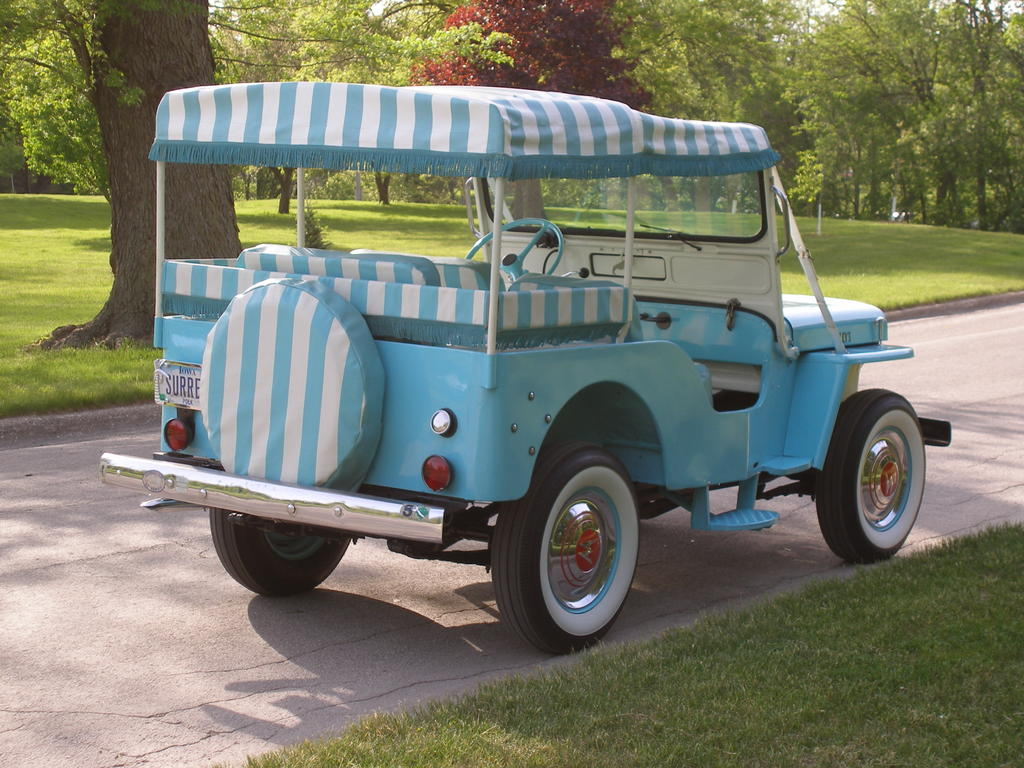
DJ-3A Surrey de 1964
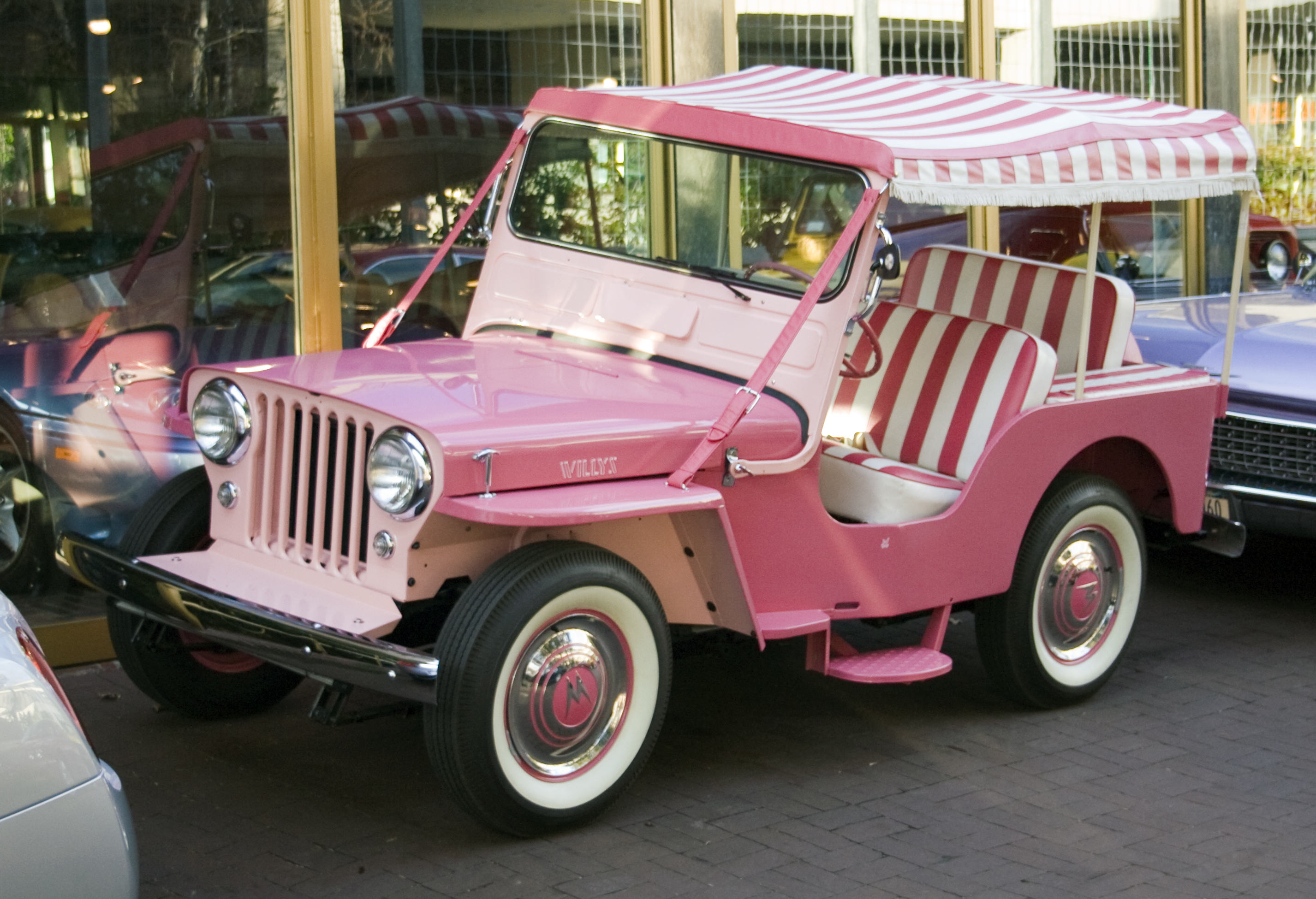
DJ-3A Surrey de 1964
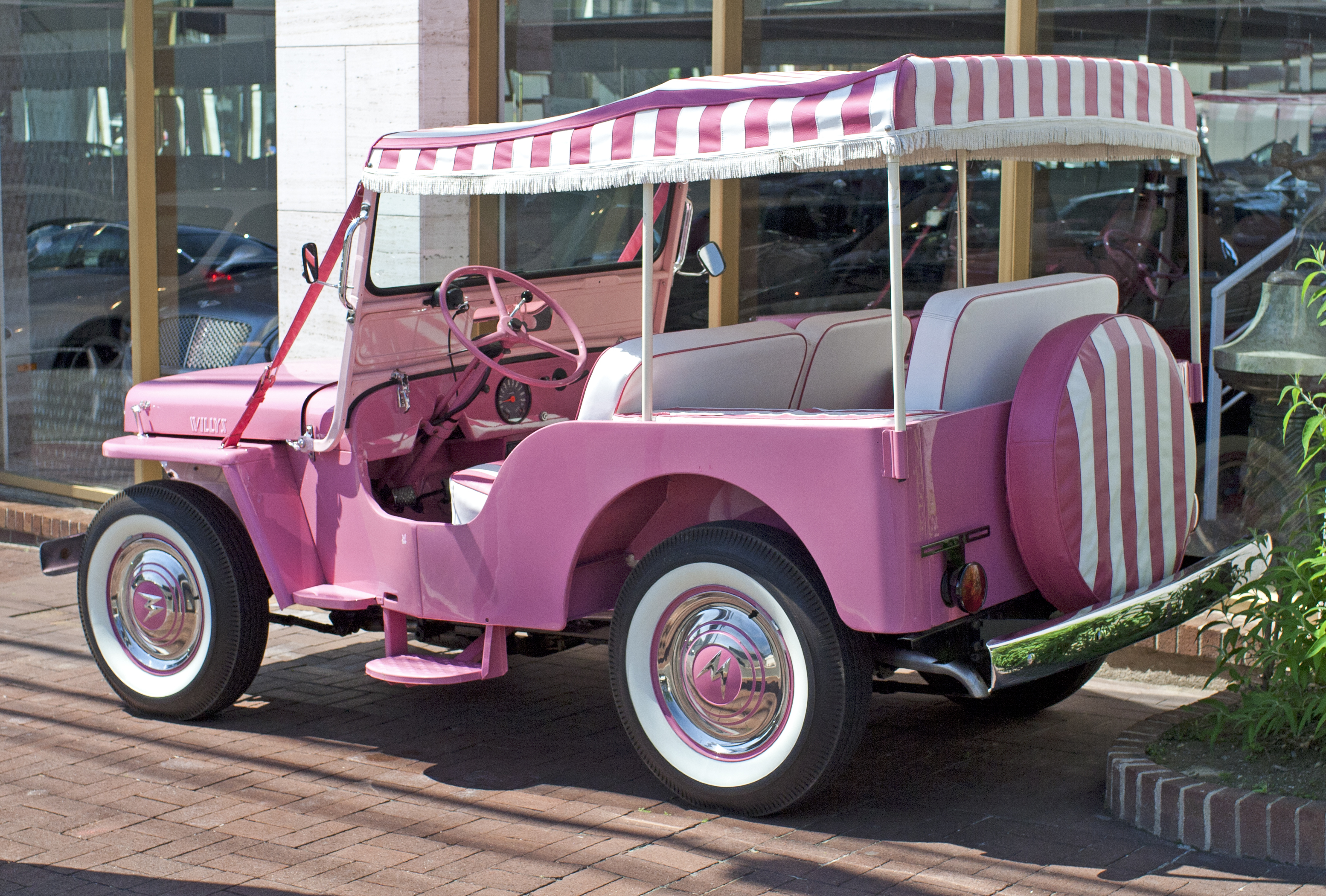
DJ-3A Surrey de 1964

## DJ-5 y DJ-6
El DJ-3A fue reemplazado en 1965 por el DJ-5 Dispatcher 100, construido con el volante a la derecha. Estaba basado en el CJ-5 y usaba los motores Willys Hurricane y Buick Dauntless. Un modelo con una distancia entre ejes 20 pulgadas (51 cm) más larga, el  DJ-6, se construyó entre 1965 y 1973 junto con el CJ-6.

## DJ-5A a DJ-5M

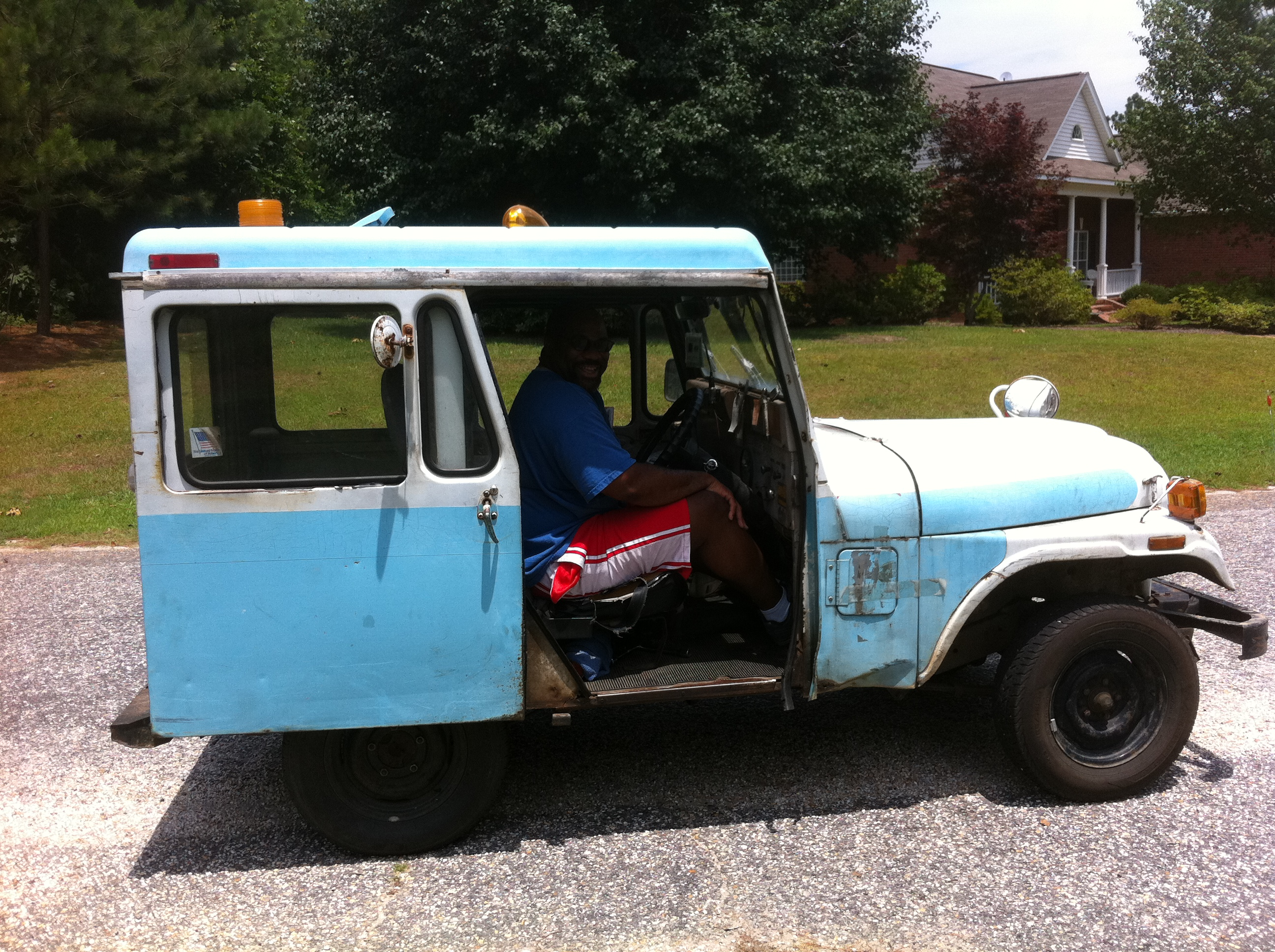
Jeep DJ de 1983 con el volante a la derecha y puerta lateral corredera, realizando el reparto en 2011

El DJ-5A se introdujo en 1967, comenzando el sistema de letras que indica los cambios dentro de la serie.
El DJ-5A (Kaiser Co.) usó la parte delantera del CJ estándar, con un motor de cuatro cilindros Chevrolet Chevy II / Nova de 153 plg³ (2,5 L) y transmisión automática Powerglide de dos velocidades, con una palanca de cambios con palanca en T ubicada en el piso junto al asiento del conductor. La parte de la carrocería principal era una sola unidad, que se asemejaba al Jeep anterior cuando estaba equipado con el techo rígido de metal cerrado para clima extremadamente frío. Los modelos utilizados por la oficina de correos de los Estados Unidos tenían el volante a la derecha (sin dirección asistida) y estaban construidos con un diseño más ligero y menos duradero que el del Jeep estándar. Estos cambios incluyeron el uso de los perfiles del bastidor con sección en "C" (a diferencia de los perfiles rectangulares cerrados del CJ-5) y, aunque el capó tenía las mismas dimensiones que en el CJ (y de hecho, se podían intercambiar), no tenía el diseño reforzado del original. La configuración estándar solo tenía instalado un asiento del conductor y una bandeja para cartas. Este peso en vacío reducido, combinado con ballestas diferentes a las de otros modelos, permitió llevar más peso de carga detrás del conductor.
Las puertas laterales correderas de metal también se diseñaron para abrirse y cerrarse con facilidad, y se podían bloquear mientras se estaba conduciendo. Estaban sostenidas por cojinetes de bolas, que corrían en un canal justo por debajo de la canaleta de lluvia, con un retenedor de plástico que corría en un pequeño canal practicado en la carrocería. Un retenedor desgastado, dañado o perdido permitía que la puerta se balancease hacia afuera, no enganchara en el tope de goma de la defensa trasera y que se deslizase completamente fuera del canal (y del vehículo). Una sola puerta trasera con bisagras daba acceso desde el suelo hasta la parte inferior del techo rígido y tenía el ancho del área abierta entre los huecos de las ruedas.
No había cortes en la carrocería para las ruedas traseras, lo que dificultaba los cambios de llantas, ya que incluso cuando el bastidor estaba bien levantado del suelo, el eje no caía lo suficiente como para que la llanta se apartara de la carrocería. El DJ-5A usaba llantas estándar para automóviles de pasajeros de 15 pulgadas, sin provisión para llevar una de repuesto. Mientras que el parachoques delantero tenía el diseño del CJ estándar (aunque más delgado y liviano que el original), el parachoques trasero tenía un diseño único, una sola pieza estampada que ocupaba todo el ancho del vehículo. En cada extremo había un tapón de goma para las puertas correderas. El tanque de combustible de 10 galones americanos (37,9 L) estaba situado debajo de la parte trasera de la carrocería, justo delante del parachoques.
En 1971, se introdujo una parrilla única de cinco ranuras sin luces de giro, que se usaba solo en los Jeep postales. El modelo de 1971 en realidad tenía la parrilla que se extendía más allá de la parte delantera del borde del capó. Esto permitió más espacio para el motor AMC XJ 4.0 y para el radiador. Al igual que el DJ-5A, aunque se asemejaba a la serie CJ, se construyó como un vehículo de tracción trasera completamente cerrado, con puertas laterales correderas (que se podían abrir mientras se conducía) y una puerta trasera abatible. La mayoría de los modelos solo tenían el asiento del conductor y una bandeja de correo donde normalmente se ubicaría el segundo asiento. Una mejora con respecto a los Jeep anteriores fue montar los resortes traseros fuera de los rieles del bastidor, proporcionando mayor estabilidad al vehículo con su área de carga cerrada superior, especialmente a velocidades de autopista. La mayoría de los modelos también estaban equipados con un diferencial de deslizamiento limitado y una caja de cambios reforzada. Otras mejoras incluyeron un sistema de ventilación en el techo y ventanas en la carrocería alrededor de los neumáticos traseros para facilitar el cambio de una rueda pinchada.
AM General utilizó distintos motores durante el período de producción del modelo, que terminó en 1984 con el DJ-5M (equipado con el motor AMC de cuatro cilindros en línea y 150 plg³ (2,5 L) de cilindrada).

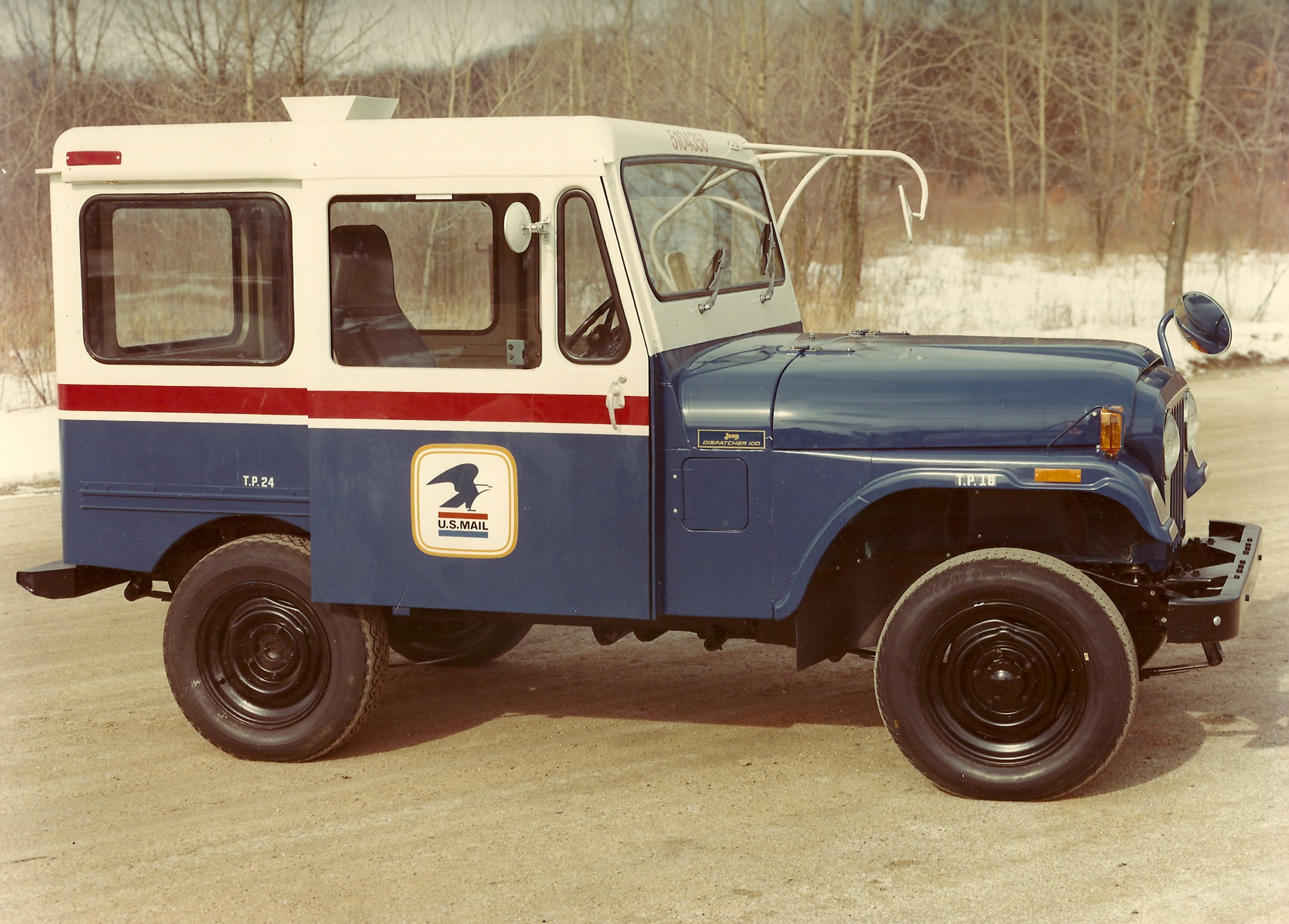
Jeep DJ-5 con los colores del USPS
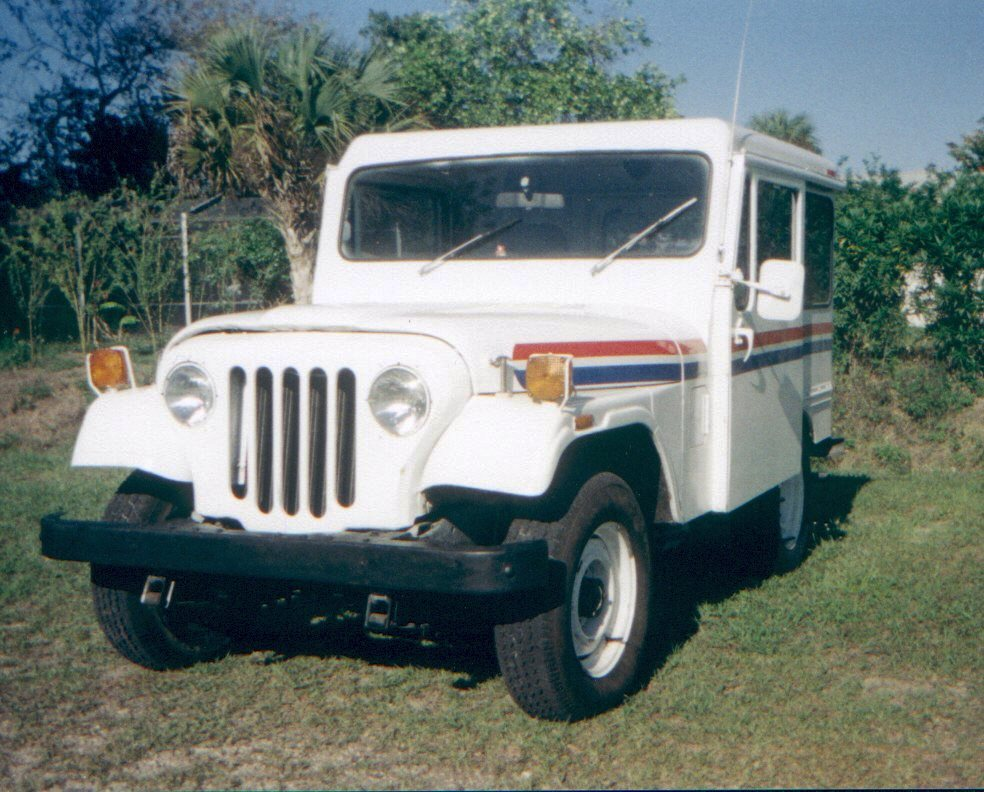
DJ-5 con los colores del USPS
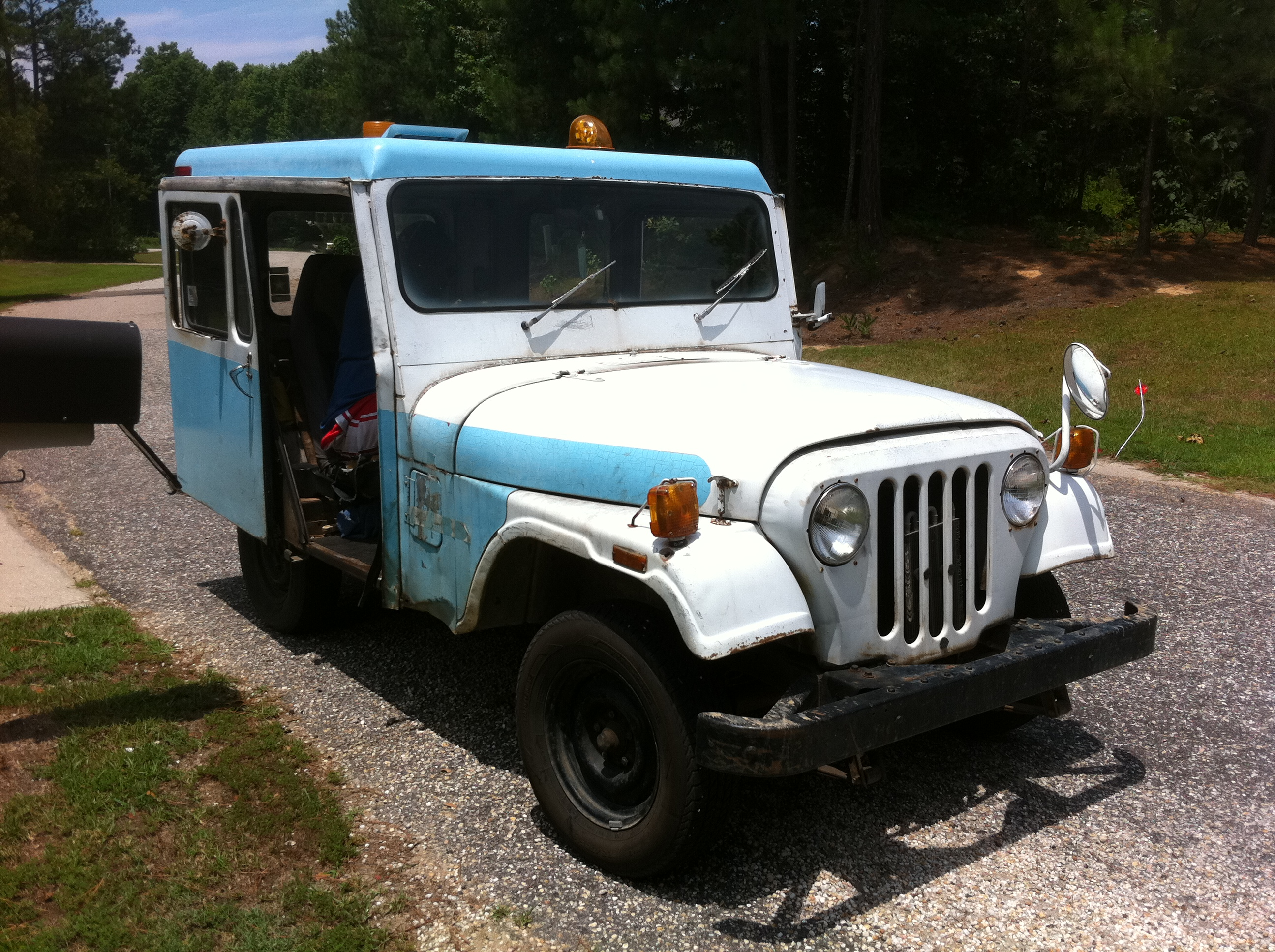
DJ-5 del USPS con la rejilla ensanchada
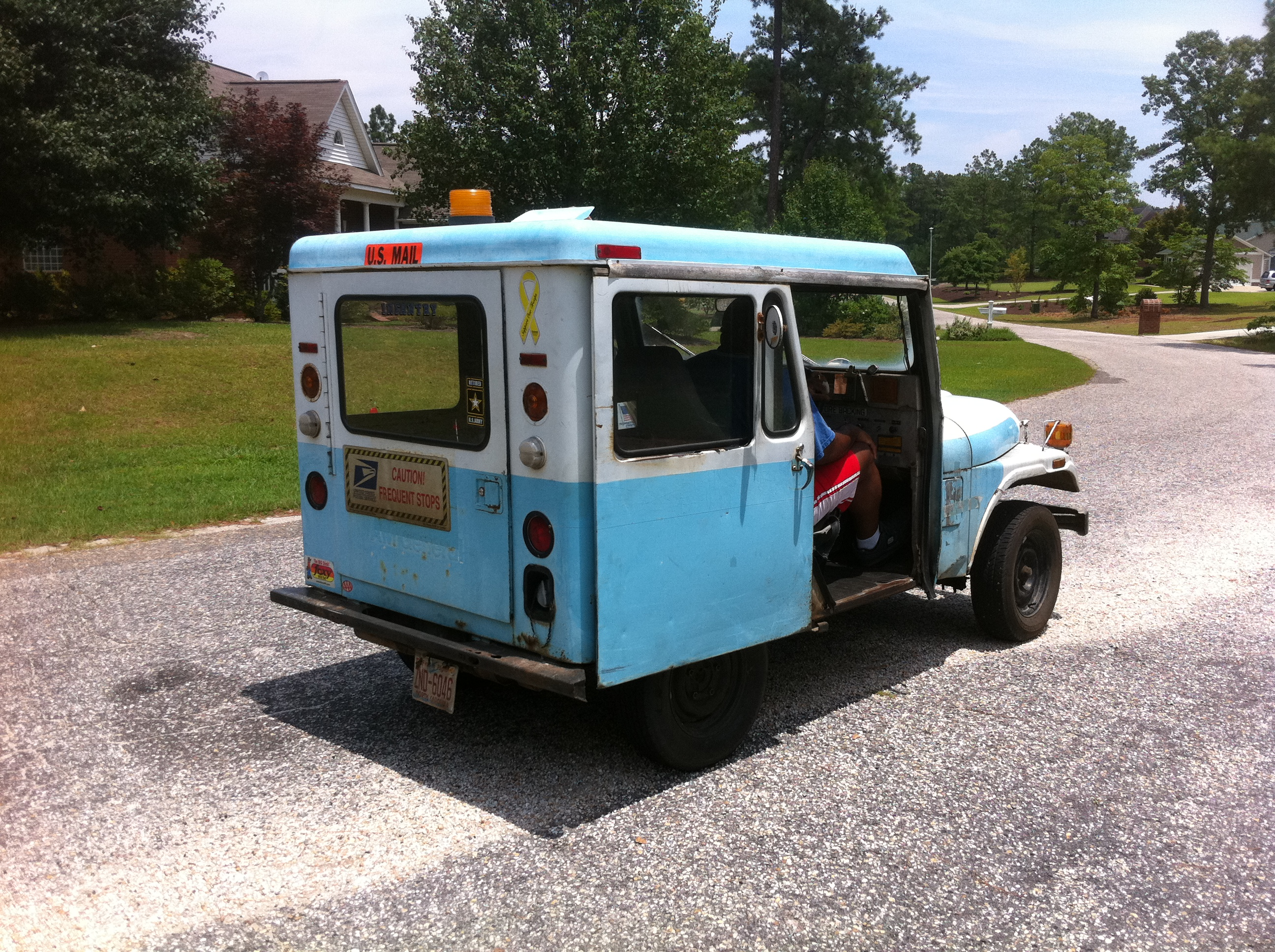
DJ-5 del USPS con gran puerta trasera batiente
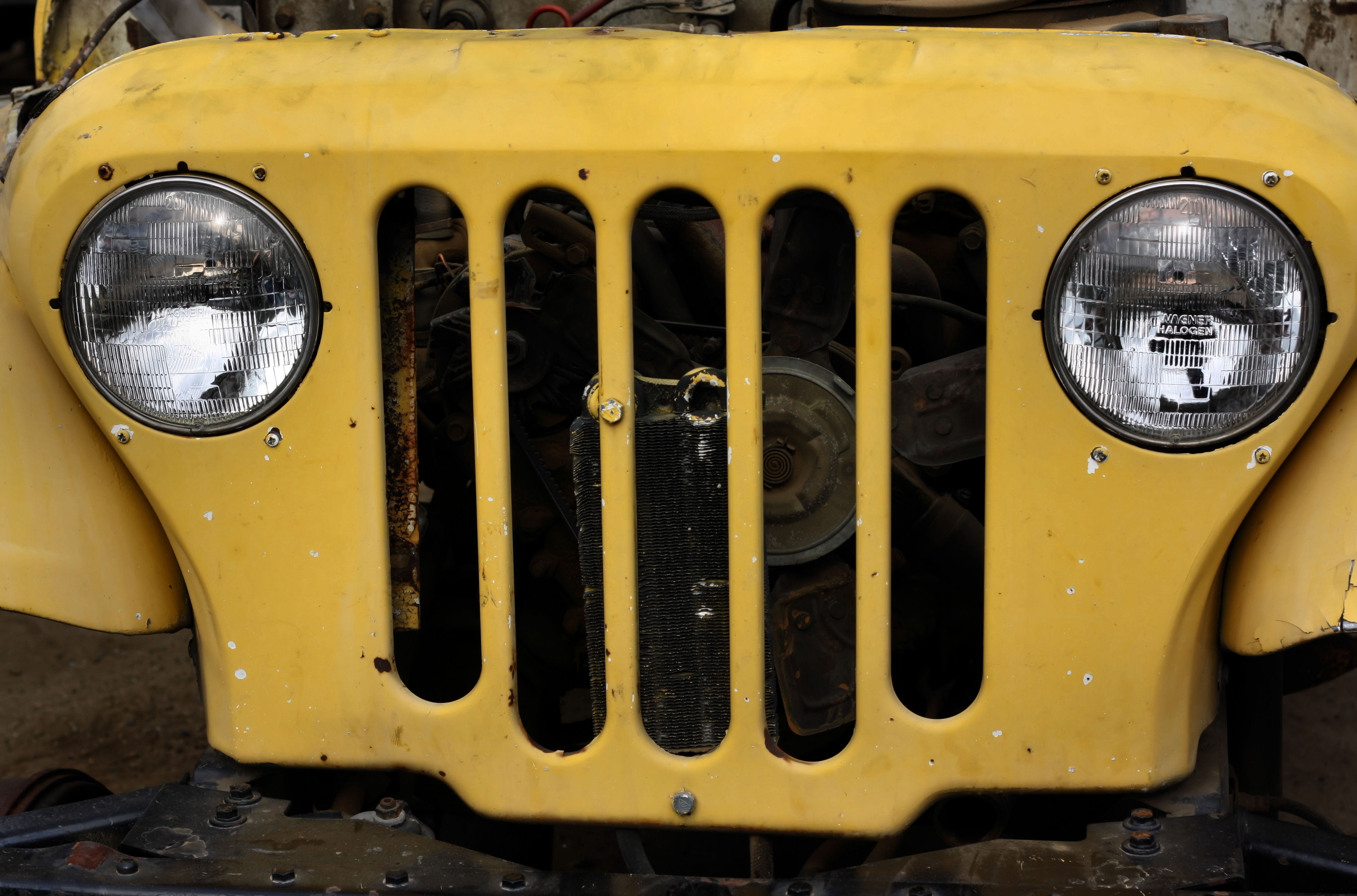
Primer plano de la rejilla del DJ-5, con un diseño exclusivo de 5 ranuras

## DJ-5E eléctrico

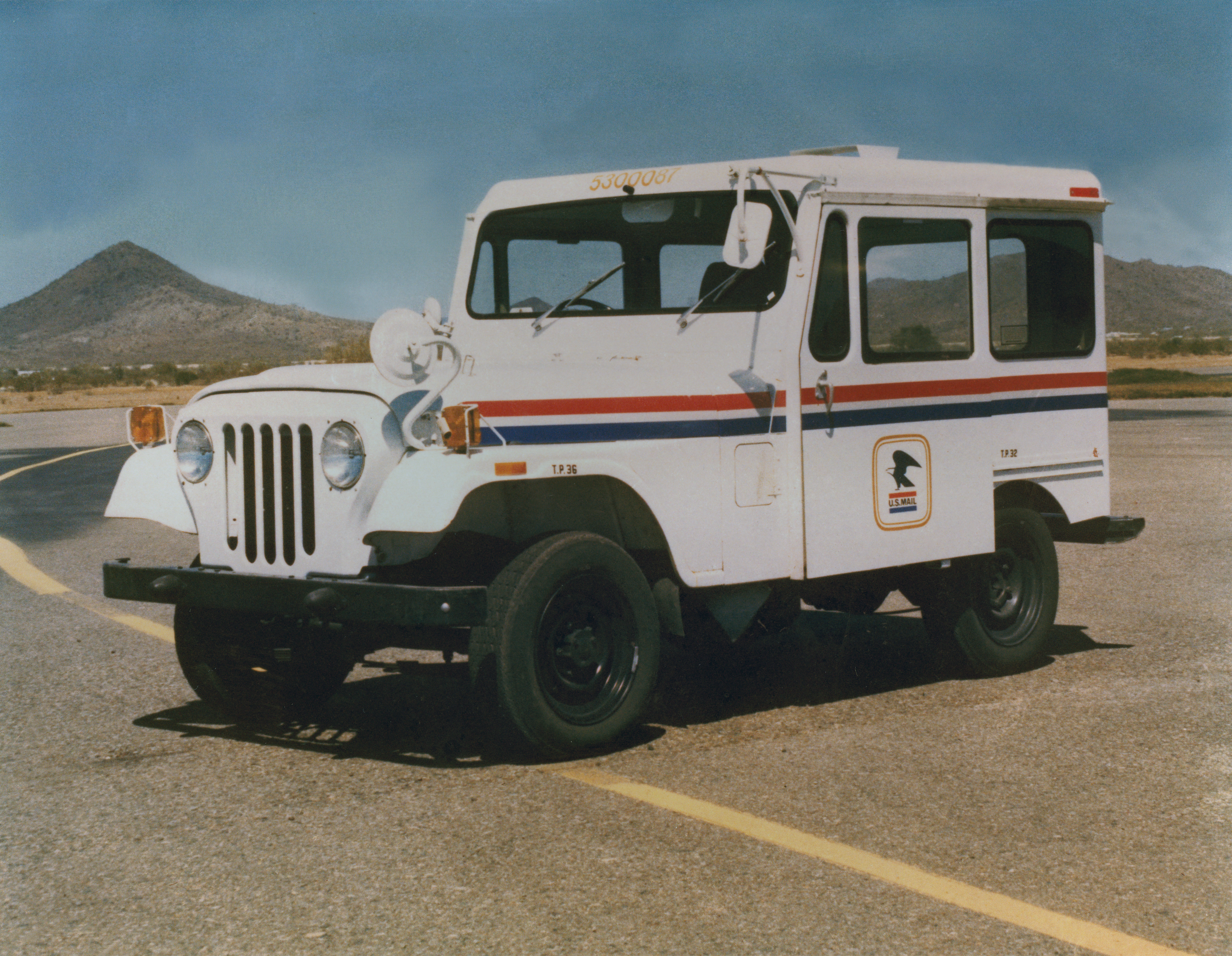
DJ-5E "Electruck" con los colores del USPS en el Centro de investigación Glenn de la NASA

American Motors experimentó con vehículos eléctricos y, a partir de 1974, produjo en masa el DJ-5E, una furgoneta de reparto eléctrica con tracción trasera, también conocida como Electruck.
Similar en apariencia y en la mayoría de sus dimensiones al modelo convencional, el DJ-5E estaba alimentado por un juego de dos baterías de plomo-ácido de 27 voltios con un motor de CC de devanado compuesto con una potencia de 30 HP (22 kW; 30 CV) a 54 voltios y con regulación electrónica, fabricado por Gould Electronics. El Servicio Postal de EE. UU. compró 352 vehículos para su uso en ciudades con contaminación atmosférica elevada. El "Electruck" era capaz de circular a 33 mph (53,1 km/h) con un alcance de 29 mi (46,7 km), con el 20% de la energía de la batería aún en reserva.

## Númeración de los modelos
- DJ-3A (1955–65): Motor Willys Go Devil de culata en L de 4 cilindros en línea y 134 plg³ (2,2 L), con cambio manual de tres velocidades
- DJ-5 (1965–67): Motor Willys Hurricane de culata en F de 4 cilindros en línea y 134 plg³ (2,2 L), con cambio manual de tres velocidades
- DJ-5A (1968–70): Motor Chevrolet 153 4-cilindros y 153 plg³ (2,5 L) (del Chevy Nova), con cambio automático Powerglide de dos velocidades
- DJ-5B (1970–72): Motor AMC XJ 4.0 de 232 plg³ (3,8 L), con cambio automático BorgWarner T-35 de tres velocidades
- DJ-5C (1973–74): Motor AMC de 6 cilindros en línea y 232 plg³ (3,8 L), con cambio automático T-35 o M-11
- DJ-5D (1975–76): Motor AMC de 6 cilindros en línea y 232 plg³ (3,8 L), con cambio automático TorqueFlite 727
- DJ-5E (1976): Electruck Eléctrico
- DJ-5F (1977–78): Motor AMC de 6 cilindros en línea y 232 plg³ (3,8 L) o 258 plg³ (4,2 L), con cambio automático TorqueFlite 727
- DJ-5G (1979): Motor AMC Audi.2FVW 121 de 4 cilindros en línea y 121 plg³ (2 L), con cambio automático TorqueFlite 904; o motor AMC de 6 cilindros en línea y 232 plg³ (3,8 L) o 258 plg³ (4,2 L), con cambio automático TorqueFlite 727
- DJ-5L (1982): Motor GM Iron Duke de 4 cilindros en línea y 151 plg³ (2,5 L), con cambio Chrysler 904
- DJ-5M (1983–84): Motor AMC de 4 cilindros en línea y 150 plg³ (2,5 L), con cambio Chrysler 904